# أورلاندو ألين
أورلاندو ألين (بالإنجليزية: Orlando Allen)‏ هو سياسي أمريكي، ولد في 10 يناير 1803 في نيو هارتفورد في الولايات المتحدة، وتوفي في 4 سبتمبر 1874 في بوفالو في الولايات المتحدة. حزبياً، نشط في حزب اليمين والحزب الجمهوري. وقد انتخب عضو جمعية ولاية نيويورك.